# Sertularia notabilis
Sertularia notabilis is een hydroïdpoliep uit de familie Sertulariidae. De poliep komt uit het geslacht Sertularia. Sertularia notabilis werd in 1947 voor het eerst wetenschappelijk beschreven door Fraser. 